# Free Blown Jazz
Free Blown Jazz è un album a nome di Jimmy Knepper e del clarinettista Tony Scott, pubblicato dalla Carlton Records nel 1959. 

## Tracce
Lato A
1. There Will Never Be Another You – 4:37 (Harry Warren, Mack Gordon)
2. Portrait of Ravi – 4:24 (Tony Scott)
3. Body and Soul – 4:27 (Johnny Green, Robert Sour, Edward Heyman, Frank Eyton)
4. I Can't Get Started with You – 6:53 (Vernon Duke, Ira Gershwin)

Durata totale: 20:21
Lato B
1. Gone with the Wind – 6:04 (Allie Wrubel, Herbert Magidson)
2. The Explorer – 6:34 (Tony Scott)
3. If I'm Lucky (I'll Be the One) – 3:05 (Chuck Darwin, Paulette Girard)
4. The Chant – 3:36 (Tony Scott)

Durata totale: 19:19

## Musicisti
- Tony Scott - clarinetto (brani: A1, A2, A3, A4, B1 e B3)
- Tony Scott - sassofono baritono (primo assolo in B4) (brani: B2 e B4)
- Jimmy Knepper - trombone (brani: A2, A4 e B2)
- Sahib Shihab - sassofono baritono (secondo assolo in B4) (brani: A2, B1 e B4)
- Bill Evans - pianoforte
- Clark Terry - tromba
- Jerry Grimes - contrabbasso (brani: A1, A4, B1 e B3)
- Milt Hinton - contrabbasso (brani: A2, A3, B2 e B4)
- Paul Motian - batteria